# حرب سمولينسك
حرب سمولينسك (1632-1634) هي صراع وقع بين الكومنولث البولندي الليتواني وروسيا.
بدأت الأعمال العدائية في أكتوبر 1632 عندما حاولت القوات الروسية الاستيلاء على مدينة سمولينسك. أسفرت الاشتباكات العسكرية الصغيرة عن نتائج متفاوتة لكلا الجانبين، لكن أدى استسلام القوة الروسية الرئيسية في فبراير 1634 إلى معاهدة بوليانوفكا. قبلت روسيا السيطرة البولندية الليتوانية على منطقة سمولينسك والتي استمرت لمدة 20 عامًا بعدها.

## خلفية
في عام 1632، توفي ملك بولندا ودوق ليتوانيا الكبير سييسموند الثالث فاسا. وعلى الرغم من انتخاب نبلاء الكومنولث نجل سييسموند فواديسواف الرابع فاسا كحاكمهم الجديد، إلا أن جيران بولندا الذين توقعوا تأخر العملية الانتخابية حاولوا اختبار ضعف الكومنولث المتصور. أرسل الملك السويدي جوستاف الثاني أدولف مبعوثين إلى روسيا والدولة العثمانية لاقتراح عقد تحالف وشن حرب ضد الكومنولث.
لم يكن الكومنولث مستعدًا للحرب. إذ بلغ عدد الجيش الملكي في عام 1631 بالكاد ثلاثة آلاف رجل. كانت حامية سمولينسك قوامها حوالي 500 فرد، ولم تتألف معظم الحاميات في المنطقة الحدودية من جنود نظاميين أو مرتزقة، ولكن من 100 إلى 200 متطوع محلي فقط. وبسبب إدراكهم أن روسيا كانت تستعد للحرب، قام سيَم (البرلمان البولندي الليتواني) في ربيع عام 1632 بزيادة الجيش عن طريق تجنيد 4500 رجل إضافي. وبحلول منتصف عام 1632، كان للنائب الفودودي (بودووجيوودا) صموئيل دروكي-سوكولينسكي في سمولينسك حوالي 500 متطوع من القوات المنقولة بوسبوليت روسذيني و2500 جندي من الجيش النظامي والقوزاق. وفي مايو وافق مجلس الشيوخ البولندي على زيادة حجم الجيش، لكن اعترض الهيتمان الليتواني الكبير لو سابيها بحجة أن القوات الحالية كانت كافية وأن الحرب تعد أمرًا مستبعدًا. ومع ذلك، جند الهيتمان الميداني الليتواني كرزيستوف رادزيويتش 2000 جندي إضافي.
وافقت روسيا بعد تعافيها النسبي من فترة الاضطرابات على التقييم الذي يرجع ضعف الكومنولث بسبب وفاة ملكه، وقررت أن تهاجم من جانب واحد دون انتظار السويديين والعثمانيين. كان هدف روسيا هو السيطرة على سمولينسك التي تنازلت عنها للكومنولث في عام 1618 في هدنة ديولينو التي أنهت الحرب الروسية البولندية الأخيرة. كانت سمولينسك عاصمة محافظة سموليسك فودولسك، لكنها كانت موضع نزاع دائم، وتغير ولائها عدة مرات خلال القرن الخامس عشر والسادس عشر والسابع عشر (منذ فترة الحروب الليتوانية الموسوكوية). مثل البطريرك فيلاريت والد القيصر الذي كان أحد الداعمين الرئيسيين للحرب المعسكر المناهض لبولندا في المحكمة. ثم احتشد الجيش الروسي واستعد للتقدم غربًا بعد دعوة مجلس زيمسكي (البرلمان الروسي) للانتقام واسترداد الأراضي المفقودة.

## الأعمال العدائية
أُعد الجيش الروسي الذي عبر الحدود الليتوانية في أوائل أكتوبر 1632 بعناية وكان يقوده المخضرم ميخائيل بوريسوفيتش شين الذي دافع سابقًا عن سمولينسك ضد البولنديين خلال حصار 1609-1611. سقطت العديد من البلدات والقلاع أثناء التقدم الروسي، وفي 28 أكتوبر 1632 (في نفس اليوم الذي اُحتلت مدينة دوروغوبوج التاريخية)، انتقل شين لبدء حصار سمولينسك.
تراوحت التقديرات البولندية السابقة لحجم القوات الروسية بين 25 ألفًا وثلاثين ألفًا وصولًا إلى 34500، وقد رافقتهم 160 قطعة مدفعية. أظهر البحث الأخير في وثائق الأرشيف الروسي في القرن السابع عشر أن حجم الجيش الروسي كان 23961. كان جيش شين محدثًا بصورة ملحوظة بالمقارنة بالجيوش الروسية السابقة. استعان الروس بالضباط الأجانب لتحديث معداتهم وتدريب قواتهم على أساس النموذج الغرب أوروبي المكون من النظاميين والفرسان بسبب عدم رضائهم عن تشكيلاتهم التقليدية من المشاة المجهزين بالبنادق القديمة. وهكذا، تشكلت ثمانية أفواج بلغ مجموعها 14000 إلى 17000 رجل بناء على هذا النموذج، وانضمت إلى جيش شين.